# 聖霊病院
社会福祉法人聖霊会聖霊病院（しゃかいふくしほうじんせいれいかいせいれいびょういん）は、愛知県名古屋市昭和区川名山町にある、カトリック系キリスト教団体の社会福祉法人聖霊会が運営する病院。名古屋地区唯一のカトリック系の病院である。

## 概要
名古屋市営地下鉄鶴舞線 いりなか駅より徒歩で約2分のところにある。名古屋市内の文教地区にあり、良い環境と交通の便にも恵まれている。
救急医療、集中治療（HCU・NICU）、周産期医療、在宅医療から緩和医療まで様々な診療ニーズに応えている。

## 理念
「愛と奉仕」
地域医療を通し、キリストの愛をもって人びとに奉仕します。

## 診療科
- 内科（循環器科・消化器科・神経内科）
- 精神科
- 小児科
- 外科
- 整形外科
- 脳神経外科
- 小児外科
- 皮膚科
- 泌尿器科
- 産婦人科
- 眼科
- 耳鼻咽喉科
- リハビリテーション科
- 放射線科
- 緩和ケア科
- 歯科口腔外科

## 沿革
- 1945年（昭和20年）10月29日 - 聖霊診療所を愛知県名古屋市昭和区萩原町4丁目に開設。
- 1947年（昭和22年）11月13日 - 宗教法人聖霊病院開設（30床）。
- 1950年（昭和25年）11月11日 - 財団法人聖霊会設立。
- 1952年（昭和27年）5月30日 - 社会福祉法人聖霊会に組織変更。
- 1953年（昭和28年）4月1日 - 聖霊病院付属准看護婦養成所設置。
- 1957年（昭和32年）11月19日 - 総合病院認可。
- 1966年（昭和41年）4月1日 - 聖霊病院付属高等看護学院設置。
- 1968年（昭和43年）12月6日 - 収容定員変更（300床）。
- 1987年（昭和62年）8月1日 - 新生児特定集中治療管理施設（NICU）認可。
- 1991年（平成3年）4月8日 - 老人保健施設サンタマリア開設（60床）、1998年（平成10年）：100床。
- 1998年（平成10年）12月1日 - 特定集中治療室（ICU）新設（4床）。
- 2000年（平成12年）5月2日 - 救急病院告示。
- 2000年（平成12年）9月18日 - 財団法人日本医療機能評価機構認定基準（一般病院種別B）認定。
- 2001年（平成13年）3月30日 - 臨床研修病院指定（厚生労働省第274号）。
- 2003年（平成15年）10月30日 - 臨床研修病院指定（プログラム030415101）医政発第1030005号-375。
- 2004年（平成16年）3月31日 - 聖霊病院付属看護専門学校閉校。
- 2005年（平成17年）2月22日 - 病院新改築事業起工祝福式。
- 2006年（平成18年）1月23日 - 財団法人日本医療機能評価機構認定基準（一般病院 バージョン5.0）更新認定。
- 2006年（平成18年）6月22日 - 新病棟1号棟 ヨゼフ館完成。
- 2007年（平成19年）9月15日 - 2号棟アーノルド館竣工祝福式。
- 2009年（平成21年）3月2日 - ホスピス聖霊病棟運用開始。
- 2009年（平成21年）10月1日 - 聖霊ホール、正面玄関完成
- 2014年（平成26年）10月1日 - ICUをHCUに変更。
- 2016年（平成28年）11月1日 - 病床数を198床に減床。

## 交通アクセス
- 名古屋市営地下鉄鶴舞線 いりなか駅1番出口より徒歩で約2分。
  - 名古屋市営バスの場合、「杁中」停留所より徒歩。
- 東名高速道路 名古屋ICより車で約20分。

## 関連施設
- 老人保健施設サンタマリア
- 聖霊居宅介護支援事業所